# Diplazium stoliczkae
Diplazium stoliczkae är en majbräkenväxtart som beskrevs av Richard Henry Beddome.
Diplazium stoliczkae ingår i släktet Diplazium och familjen Athyriaceae. Utöver nominatformen finns också underarten Diplazium stoliczkae hirsutipes.